# Berlín (álbum)
Berlín es el duodécimo álbum de estudio de la banda madrileña de heavy metal Hamlet, lanzado en el año 2018. El trabajo fue grabado en los Sadman Studios de Madrid junto a Carlos Santos, mientras que la mezcla y el mastering corrieron a cargo de Will Putney en Graphic Nature Audio.
La banda experimenta, por primera vez en su carrera, con sintetizadores y, también por primera vez, se puede escuchar una voz femenina en un tema (en "Héroe").

## Lista de temas
1. Persiste, Insiste, Repite - 3:13
2. Tu Destino - 3:00
3. Eclipse - 4:24
4. El Principio de un Comienzo - 4:02
5. No Sé Decir Adiós - 4:26
6. Libertad - 4:36
7. Cada Día un Día Más - 2:30
8. Héroe - 4:45
9. Abandonáis - 2:05
10. Salvajes - 5:00
11. Vulgar - 4:00

## Créditos

### Hamlet
- J. Molly – Voz
- Álvaro Tenorio – Bajo
- Luís Tárraga – Guitarra solista
- Paco Sánchez – Batería
- Ken HC – Guitarra rítmica y coros

### Músicos adicionales
- Pao Durán - Sintetizador y modulaciones
- Laura Rubio - Coros en "Héroe"

### Otros créditos
- Carlos Santos - Técnico de sonido
- Will Putley - Mezcla y mastering
- Víctor García-Tapia - Portada y artwork
- Irene Bernad - Fotografía